# Питман, Айзек
Айзек Питман (англ. Isaac Pitman; 4 января 1813 — 22 января 1897) — британский учёный-стенограф и религиозный деятель, изобретатель одной из самых распространённых в XIX веке систем стенографии, названной в его честь «скоропись Питмана».

## Биография
Айзек Питман родился в Троубридже, графство Уилтшир в Англии. По роду занятий был школьным учителем в городе Уоттон-андер-Эдж. С молодых лет был сторонником реформы правописания английского языка в сторону упрощения. Впервые свои взгляды изложил в памфлете «Sound-Hand» (1837). Придерживался философско-религиозных взглядов Сведенборга, был активным прихожанином Новой церкви, с 1887 по 1897 год возглавлял её общину в Бате; с 1837 года не употреблял алкоголь и с 1838 года отказался от употребления мясных продуктов, впоследствии стал вице-президентом британского вегетарианского общества. В 1894 году был посвящён в рыцари.
Его учебник стенографии, основанной на фонетических началах, — «Phonohgraphic teacher», — выдержал более 100 изданий. Питман содействовал также реформе английского правописания на фонетических началах («Phonetic longhand»). Система Питмана была принята не только в Англии, но в значительной степени и в Северной Америке, и Австралии, отчасти и в других странах. В 1851 году основал стенографический фонетический институт в Бате, с отделениями в Лондоне и Нью-Йорке, для обучения стенографии и для издания книг по этой части.
Также был соавтором фонотипического алфавита, широко использовавшегося в большом количестве изданий и послужившего предтечей МФА.
Его брат — Бенджамин Питман был американским резчиком по дереву, популяризатор в США скорописи Питмана.